# Rückersdorf (Neustadt in Sachsen)
Rückersdorf je vesnice, místní část města Neustadt in Sachsen v německé spolkové zemi Sasko. Nachází se v zemském okrese Saské Švýcarsko-Východní Krušné hory a má 320 obyvatel.

## Historie
Rückersdorf byl pravděpodobně založen ve 13. století jako lesní lánová ves. V písemných pramenech je prvně zmiňován roku 1247 jako Rudigersdorf. Do té doby samostatná obec se stala roku 1994 součástí nově vytvořené obce Hohwald, od roku 2007 je součástí města Neustadt in Sachsen.

## Geografie
Vesnice leží mezi lesní oblastní Hohwald a předhůřím Labských pískovců mezi vrchy Wachberg (437 m), Tannenberg (436 m) a Haselberg (380 m). Vsí protéká Rückersdorfský potok, nazývaný též Losse, který je přítokem Polenze. Rückersdorfem neprochází železnice, nejbližšími zastávkami jsou Oberottendorf na trati Budyšín – Bad Schandau a Langenwolmsdorf na trati Neustadt in Sachsen – Dürrröhrsdorf.

## Pamětihodnosti
- evangelicko-luterský vesnický kostel

## Osobnosti
- Johann Daniel Longolius (1677–1740) – lékař a matematik